# Olimpiadi degli scacchi del 1994
Le Olimpiadi degli scacchi del 1994 furono la 31ª edizione della competizione organizzata dalla FIDE. Si tennero a Mosca, in Russia, dal 30 novembre al 17 dicembre. Comprendevano un torneo open e uno femminile.
Inizialmente le Olimpiadi dovevano svolgersi a Salonicco, ma per problemi organizzativi fu deciso di spostarle a Mosca.

## Torneo open
Il torneo open vide la partecipazione di 124 squadre, di cui due russe e una dell'Associazione Internazionale scacchi alla cieca, formate da un massimo di sei giocatori (quattro titolari e due riserve), per un totale di 716 partecipanti. Il sistema adottato fu quello svizzero, sulla lunghezza di 14 turni. Fu la prima volta che una donna venne schierata in prima scacchiera: Judit Polgár ebbe quest'onore nella nazionale ungherese.
Nei primi turni diverse squadre presero la testa della classifica, tra cui i Paesi Bassi, la Serbia e la Russia B. L'Inghilterra, dopo aver superato tutti al dodicesimo turno, venne sconfitta per 3-1 dalla Russia, che la spinse indietro in classifica a favore della Bosnia (salita in classifica dopo una serie di vittorie contro nazionali più blasonate, tra cui l'Ungheria, l'Inghilterra e l'Ucraina) e la seconda squadra russa: queste tre squadre mantennero la posizione in classifica anche dopo l'ultimo turno, producendo così il primo caso in cui una nazione conquistò due medaglie di squadra nello stesso torneo.

### Risultati a squadre
| Pos. | Squadra              | Giocatori | Elo  | Punti |
| ---- | -------------------- | --- | ---- | ----- |
|      | Russia A             | GM Garri Kasparov, GM Vladimir Kramnik, GM Evgenij Bareev, GM Aleksej Dreev, GM Sergej Tivjakov, MI Pëtr Svidler              | 2714 | 37,5  |
|      | Bosnia ed Erzegovina | GM Predrag Nikolić, GM Ivan Sokolov, GM Bojan Kurajica, GM Emir Dizdarević, MI Nebojša Nikolić, Rade Milovanović              | 2585 | 35    |
|      | Russia B             | MI Aleksandr Morozevič, MI Vadim Zvjagincev, GM Michail Ulybin, GM Sergej Rublëvskij, GM Konstantin Sakaev, Vasilij Emelin    | 2570 | 34,5  |
| 4    | Inghilterra          | GM Nigel Short, GM Michael Adams, GM Jonathan Speelman, GM John Nunn, GM Julian Hodgson, GM Anthony Miles                     | 2630 | 34,5  |
| 5    | Bulgaria             | GM Veselin Topalov, GM Kiril Georgiev, GM Vasil Spasov, GM Atanas Kolev, GM Vladimir Dimitrov, MI Aleksandǎr Delčev           | 2570 | 34    |
| 6    | Paesi Bassi          | GM Jan Timman, GM Jeroen Piket, GM Paul Van der Sterren, GM Loek Van Wely, GM John Van der Wiel, GM Gennadij Sosonko          | 2610 | 34    |
| 7    | Stati Uniti          | GM Boris Gul'ko, GM Aleksej Ermolinskij, GM Joel Benjamin, GM Yasser Seirawan, GM Alexander Shabalov, GM Sergey Kudrin        | 2598 | 34    |
| 8    | Ungheria             | GM Judit Polgár, GM Lajos Portisch, GM Oleksandr Černin, GM Zoltán Almási, GM Zoltán Ribli, GM Péter Lékó                     | 2619 | 33,5  |
| 9    | Ucraina              | GM Vasyl' Ivančuk,GM Volodymyr Malanjuk, GM Oleh Romanyšyn, GM Aleksandr Oniščuk, GM Yuriy Kruppa, Artur Frolov               | 2624 | 33,5  |
| 10   | Georgia              | GM Zurab Azmaiparashvili, GM Lasha Janjgava, GM Zurab Sturua, GM Giorgi Giorgadze, GM Gennadi Zaichik, MI Kvicha Supatashvili | 2564 | 33,5  |

### Risultati individuali

#### Miglior prestazione Elo
|  | Giocatore              | Nazione   | Scacchiera | Punti | Partite | Elo iniziale | Prestazione |
|  | ---------------------- | --------- | ---------- | ----- | ------- | ------------ | ----------- |
|  | GM Veselin Topalov     | Bulgaria  | 1          | 8,5   | 12      | 2645         | 2781        |
|  | GM Daniel Hugo Cámpora | Argentina | 1          | 7,5   | 9       | 2560         | 2776        |
|  | GM Lajos Portisch      | Ungheria  | 2          | 7     | 9       | 2610         | 2766        |

#### Prima scacchiera
|  | Giocatore              | Nazione       | Elo   | Punti | Partite | Percentuale |
|  | ---------------------- | ------------- | ----- | ----- | ------- | ----------- |
|  | GM Daniel Hugo Cámpora | Argentina     | 2560  | 7,5   | 9       | 83,3        |
|  | Leonhard Müller        | Namibia       | [ 5 ] | 8     | 10      | 80          |
|  | Valery Atlas           | Liechtenstein | 2450  | 10    | 13      | 76,9        |

Mohamad Al-Modiahki (Qatar), pur con 11/14 (78,6%), non ottenne il bronzo.

#### Seconda scacchiera
|  | Giocatore         | Nazione   | Elo  | Punti | Partite | Percentuale |
|  | ----------------- | --------- | ---- | ----- | ------- | ----------- |
|  | Carlos Dávila     | Nicaragua | 2280 | 11    | 14      | 78,6        |
|  | GM Lajos Portisch | Ungheria  | 2610 | 7     | 9       | 77,8        |
|  | GM Jaan Ehlvest   | Estonia   | 2600 | 10,5  | 14      | 75          |

#### Terza scacchiera
|  | Giocatore                        | Nazione    | Elo  | Punti | Partite | Percentuale |
|  | -------------------------------- | ---------- | ---- | ----- | ------- | ----------- |
|  | MI Ennio Arlandi                 | Italia     | 2425 | 7,5   | 9       | 83,3        |
|  | MI Bernal Manuel González Acosta | Costa Rica | 2375 | 9     | 11      | 81,8        |
|  | MI Peter Heine Nielsen           | Danimarca  | 2425 | 7     | 9       | 77,8        |

#### Quarta scacchiera
|  | Giocatore          | Nazione     | Elo  | Punti | Partite | Percentuale |
|  | ------------------ | ----------- | ---- | ----- | ------- | ----------- |
|  | GM Yasser Seirawan | Stati Uniti | 2585 | 8,5   | 10      | 85          |
|  | MI Pablo Zarnicki  | Argentina   | 2475 | 10,5  | 13      | 80,8        |
|  | GM Jón Árnason     | Islanda     | 2525 | 7,5   | 10      | 75          |

Igor Miladinović (Jugoslavia), pur con il punteggio di 10/13 (76,9%) non ottenne il bronzo.

#### Quinta scacchiera (prima riserva)
|  | Giocatore            | Nazione     | Elo   | Punti | Partite | Percentuale |
|  | -------------------- | ----------- | ----- | ----- | ------- | ----------- |
|  | MI Vjačeslav Dydyško | Bielorussia | 2510  | 9     | 11      | 81,8        |
|  | Fernie Donguines     | Filippine   | 2380  | 7     | 9       | 81,8        |
|  | MI Shaker Al Afoo    | Brunei      | [ 5 ] | 9,5   | 13      | 73,0        |

Leighton Williams (Galles) ottenne 6 punti su 7 (85,7%) ma non fu inserito in classifica.

#### Sesta scacchiera (seconda riserva)
|  | Giocatore          | Nazione    | Elo   | Punti | Partite | Percentuale |
|  | ------------------ | ---------- | ----- | ----- | ------- | ----------- |
|  | Brian Kelly        | Irlanda    | 2175  | 5,5   | 7       | 78,6        |
|  | Rashid Khouseinov  | Tagikistan | [ 5 ] | 8     | 11      | 72,7        |
|  | MI Espen Agdestein | Polonia    | 2440  | 7     | 10      | 70          |

A Espen Agdestein (Norvegia), pur avendo ottenuto un punteggio di 6,5/9 (72,7%) non fu assegnata la medaglia di bronzo.

## Torneo femminile
Al torneo femminile 81 squadre di 79 nazioni diverse: la Russia ne schierò due, mentre partecipò anche una rappresentativa dell'Associazione Internazionale scacchi alla cieca. Le giocatrici partecipanti furono in totale 321; il torneo fu giocato con il sistema svizzero, sulla lunghezza di 14 turni.
Il torneo fu vinto dalla Georgia, che divenne prima al quinto turno, rimanendo in testa alla classifica per il resto del torneo aumentando il suo vantaggio fino a 3 punti sull'Ungheria, che, dopo aver sconfitto per 2,5-0,5 la Moldavia (che l'aveva raggiunta) all'ottavo turno ebbe sempre un paio di punti di vantaggio sulla terza classificata. Diverse squadre si contesero il terzo posto: la Moldavia, dopo diverse buone prestazioni, fu affondata da tre sconfitte per 0,5-2,5, tra cui quelle con Russia e Israele; la Cina, rimasta costantemente tra la terza e la quarta posizione, riuscì infine a vincere il bronzo nonostante una sconfitta per 2-1 all'ultimo turno con l'Ucraina.

### Risultati a squadre
| Pos. | Squadra     | Giocatrici                                                                                | Elo  | Punti |
| ---- | ----------- | ----------------------------------------------------------------------------------------- | ---- | ----- |
|      | Georgia     | GM Maia Chiburdanidze, GMF Nana Ioseliani, GMF Ketevan Arakhamia-Grant, GMF Nino Gurieli  | 2463 | 32    |
|      | Ungheria    | GMF Zsuzsa Polgár, GMF Zsófia Polgár, GMF Ildikó Mádl, GMF Tunde Csonkics                 | 2472 | 31    |
|      | Cina        | GMF Xie Jun, MIF Peng Zhaoqin, MIF Qin Kanying, Zhu Chen                                  | 2385 | 27    |
| 4    | Romania     | GMF Cristina Foişor, MFF Elena-Luminita Radu, MFF Corina-Isabela Peptan, GMF Daniela Nuţu | 2357 | 27    |
| 5    | Ucraina     | GMF Iryna Čeluškina, GMF Marta Lityns'ka, Inna Haponenko, Olena Sedina                    | 2340 | 25    |
| 6    | Estonia     | MIF Monika Tsõganova, MIF Tatjana Fomina, Leili Pärnpuu, Tuulikki Laesson                 | 2255 | 24,5  |
| 7    | Germania    | Ketino Kachiani-Gersinska, MFF Jordanka Micic, MIF Gisela Fischdick, Marina Olbrich       | 2352 | 24,5  |
| 8    | Inghilterra | GMF Susan Lalic, Harriet Hunt, GMF Jana Bellin, Natascha Regan                            | 2270 | 24.5  |
| 9    | Israele     | Masha Klinova, MFF Anna Segal, Ludmila Tsifanskaya, Irina Yudasina                        | 2248 | 24    |
| 10   | Russia A    | GMF Svetlana Matveeva, Ljudmila Zajceva, MIF Tat'jana Šumjakina, Ekaterina Kovalevskaja   | 2382 | 24    |

### Risultati individuali

#### Miglior prestazione Elo
|  | Giocatore             | Nazione  | Scacchiera | Punti | Partite | Elo iniziale | Prestazione |
|  | --------------------- | -------- | ---------- | ----- | ------- | ------------ | ----------- |
|  | GMF Zsófia Polgár     | Ungheria | 2          | 12,5  | 14      | 2450         | 2625        |
|  | GM Maia Chiburdanidze | Georgia  | 1          | 8,5   | 11      | 2505         | 2612        |
|  | Olena Sedina          | Ucraina  | 4          | 10,5  | 12      | 2335         | 2605        |

#### Prima scacchiera
|  | Giocatrice              | Nazione                                        | Elo  | Punti | Partite | Percentuale |
|  | ----------------------- | ---------------------------------------------- | ---- | ----- | ------- | ----------- |
|  | Lubov Zsiltsova-Lisenko | Associazione Internazionale scacchi alla cieca | 2200 | 10,5  | 13      | 80,8        |
|  | GMF Zsuzsa Polgár       | Ungheria                                       | 2550 | 11    | 14      | 78,6        |
|  | GM Maia Chiburdanidze   | Georgia                                        | 2505 | 8,5   | 11      | 77,3        |

#### Seconda scacchiera
|  | Giocatrice         | Nazione  | Elo  | Punti | Partite | Percentuale |
|  | ------------------ | -------- | ---- | ----- | ------- | ----------- |
|  | GMF Zsófia Polgár  | Ungheria | 2450 | 12,5  | 14      | 89,3        |
|  | GMF Nana Ioseliani | Georgia  | 2435 | 8,5   | 11      | 77,3        |
|  | GMF Barbara Hund   | Svizzera | 2255 | 7,5   | 10      | 75          |

#### Terza scacchiera
|  | Giocatrice                 | Nazione   | Elo  | Punti | Partite | Percentuale |
|  | -------------------------- | --------- | ---- | ----- | ------- | ----------- |
|  | MFF Amelia Hernández       | Venezuela |      | 8,5   | 9       | 94,4        |
|  | MFF Corina-Isabela Peptan  | Romania   | 2255 | 9,5   | 12      | 79,2        |
|  | GMF Ketevan Arakhmia-Grant | Georgia   | 2455 | 8     | 11      | 72,7        |

#### Quarta scacchiera (riserva)
|  | Giocatrice       | Nazione | Elo  | Punti | Partite | Percentuale |
|  | ---------------- | ------- | ---- | ----- | ------- | ----------- |
|  | Olena Sedina     | Ucraina | 2335 | 10,5  | 12      | 87,5        |
|  | Zhu Chen         | Cina    | 2265 | 9,5   | 12      | 79,2        |
|  | GMF Nino Gurieli | Georgia | 2390 | 7     | 9       | 77,8        |

## Partecipanti
Parteciparono ad entrambi i tornei:
- Associazione Internazionale scacchi alla cieca
- Albania
- Algeria
- Argentina
- Armenia
- Australia
- Austria
- Azerbaigian
- Bangladesh
- Belgio
- Bielorussia
- Bosnia ed Erzegovina
- Brasile
- Bulgaria
- Canada
- Cile
- Cina
- Colombia
- Costa Rica
- Croazia
- Cuba
- Rep. Ceca
- Danimarca
- Ecuador
- Estonia
- Filippine
- Finlandia
- Francia
- Galles
- Georgia
- Germania
- Grecia
- India
- Indonesia
- Inghilterra
- Iran
- Irlanda
- Isole Vergini Americane
- Israele
- Italia
- Jugoslavia
- Kazakistan
- Kirghizistan
- Lettonia
- Lituania
- Malaysia
- Moldavia
- Messico
- Mongolia
- Macedonia
- Nigeria
- Norvegia
- Nuova Zelanda
- Paesi Bassi
- Polonia
- Portogallo
- Porto Rico
- Rep. Dominicana
- Romania
- Russia
- Scozia
- Seychelles
- Singapore
- Slovacchia
- Slovenia
- Spagna
- Stati Uniti
- Svizzera
- Turchia
- Turkmenistan
- Ucraina
- Ungheria
- Uzbekistan
- Venezuela
- Vietnam
- Zimbabwe

Parteciparono al solo torneo open:
- Antille Olandesi
- Andorra
- Angola
- Barbados
- Bermuda
- Botswana
- Brunei
- Cipro
- Egitto
- El Salvador
- Emirati Arabi Uniti
- Figi
- Guernsey-Jersey[10]
- Guatemala
- Haiti
- Hong Kong
- Honduras
- Iraq
- Islanda
- Fær Øer
- Isole Vergini Britanniche
- Giordania
- Giappone
- Libano
- Liechtenstein
- Lussemburgo
- Macao
- Marocco
- Malta
- Monaco
- Mauritius
- Namibia
- Nicaragua
- Panama
- Paraguay
- Perù
- Palestina
- Qatar
- San Marino
- Sudan
- Sudafrica
- Thailandia
- Tagikistan
- Tunisia
- Uruguay
- Yemen
- Zambia